# Β-Fergusoniet-(Ce)
Het mineraal β-fergusoniet-(Ce) of Fergusoniet-beta-(Ce) is een cerium-lanthaan-neodymium-niobaat met de chemische formule (Ce,La,Nd)NbO4. Het is een ceriumrijke vertengenwoordiger van de fergusonietgroep.

## Eigenschappen
Het donkerrode of zwarte β-fergusoniet-(Ce) heeft een glas- tot vetglans, een roodbruine streepkleur en het heeft een onduidelijke splijting. De gemiddelde dichtheid is 5,34 en de hardheid is 5,5 tot 6,5. Het kristalstelsel is monoklien en het mineraal is zwak radioactief. Het heeft een API gamma ray waarde van 46.060,12.

## Naamgeving
Het mineraal β-fergusoniet-(Ce) is genoemd naar de fergusonietserie waar het deel van uitmaakt, en het hoge gehalte aan cerium.

## Voorkomen
β-Fergusoniet-(Ce) komt voor in magnesiumrijke skarns in de buurt van dolomitische marmers.